# Lisa Winnerlid
Lisa Winnerlid, folkbokförd Astrid Elisabet Vinnerlid, född 31 mars 1940 i Berg, är en svensk journalist och författare av trädgårdsböcker. 
Lisa Winnerlid var journalist på Husmodern 1964–1965 och var därefter allmänreporter på tidningen Se i två år 1966–1967. Hon var först andreredaktör 1968–1972 och därefter chefredaktör för Svensk Damtidning 1973–1983. Hon var chefredaktör för Husmodern från 1983 tills den lades ned 1987. Därefter började hon skriva trädgårdsartiklar i Året Runt och så småningom också trädgårdsböcker.
Winnerlid är dotter till ingenjören Carl och frisören Astrid Winnerlid samt uppväxt i Berg i Jämtland. Hon gifte sig 1978 med fotografen Sven-Gösta Johansson (1929–2005).